# 莉萨·斯金纳
莉萨·斯金纳（英語：Lisa Skinner，1981年2月17日—），澳大利亚女子竞技体操运动员。她曾代表澳大利亚参加1998年英联邦运动会竞技体操比赛，获得二枚金牌。她也曾参加1996年、2000年和2004年夏季奥运会。